# 염아란
염아란(1996년 ~ )은 대한민국의 배우이다. 마다엔터테인먼트 소속이다.
스타쉽엔터테인먼트에서 연습생으로 있었다. 아버지가 KBO리그 넥센 히어로즈와 SK 와이번스 감독을 맡았던 야구인 염경엽이며, 외삼촌은 KBO리그 심판 김풍기이다. 역시 야구인 출신의 자녀인 유이와도 친분이 있는데, 연예계 진출에 대해서 조언을 들었다고 한다.

## 드라마
- 2021년 SBS 조선구마사
- 2020년 대구 MBC 원스어게인 - 대구 MBC에서 자체 제작한 드라마이다. 짧은 웹드라마이지만, 2020년 12월 19일부터 매주 토요일 오전 9시 50분 대구 MBC에서 방영했었다. 이후 유튜브와 네이버TV에 공개되었다.
- 2019년 SBS 녹두꽃
- 2019년 JTBC 리갈하이
- 2017년 SBS 의문의 일승
- 2017년 tvN 크리미널 마인드
- 2016년 SBS 그래, 그런거야
- 2015년 SBS 육룡이 나르샤
- 2015년 MBC 애인있어요
- 2015년 MBC 여왕의 꽃